# Вільям Йорзик
Вільям Йорзик (англ. William Yorzyk, 29 травня 1933 — 2 вересня 2020) — американський плавець.
Олімпійський чемпіон 1956 року.
Переможець Панамериканських ігор 1955 року.